# イスラム主義

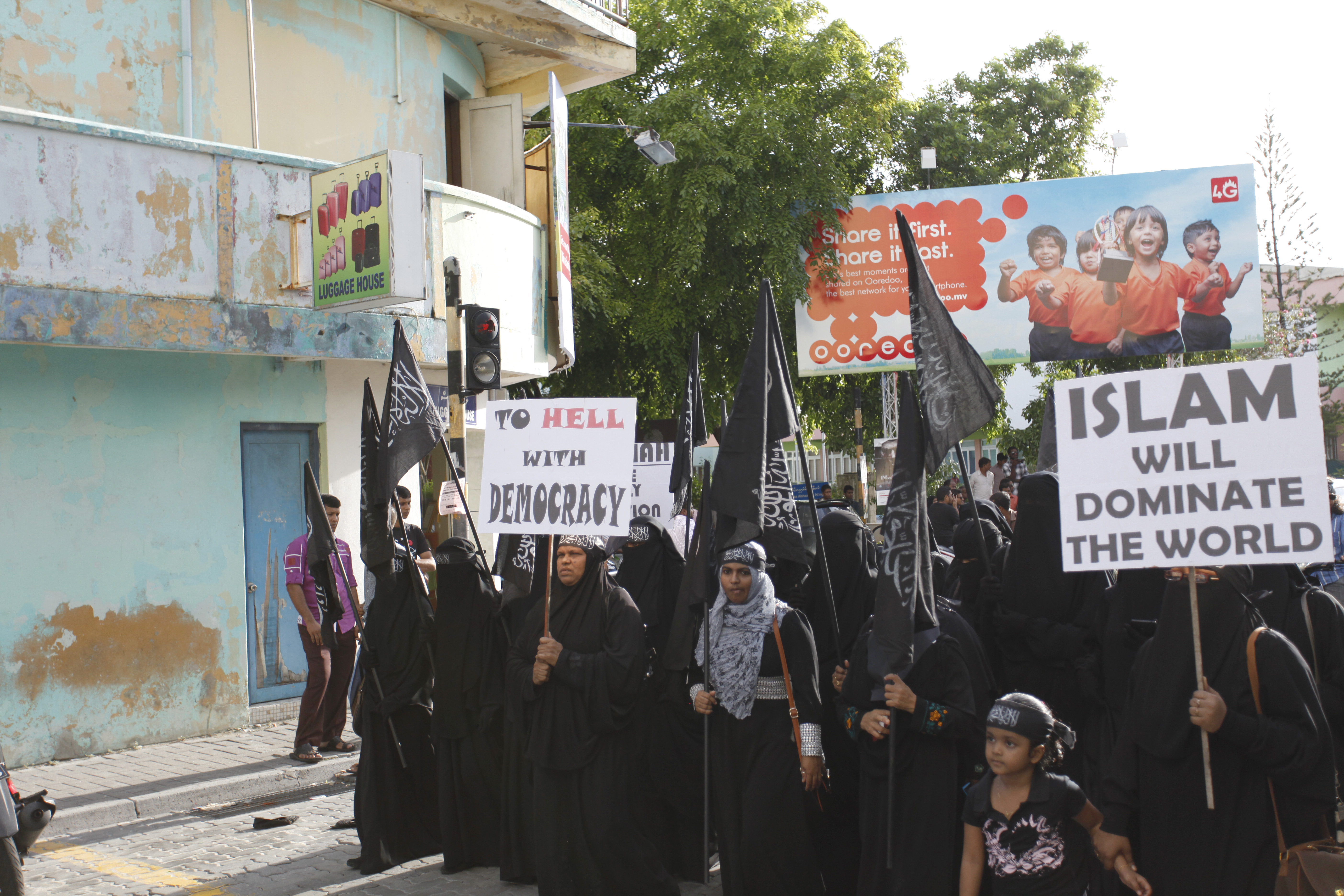
モルディブ2014年のシャリアイスラム法を呼び出す公開デモンストレーション

イスラム主義またはイスラーム主義（イスラムしゅぎ、イスラームしゅぎ、英: Islamism）は、イスラーム的諸原則を規範として統治される政体（イスラーム国家）の実現を企図する政治的・社会的諸運動や思想潮流などを指す用語である。特に、ハディースを主たる典拠とするイスラム神学、イスラム哲学、イスラム法（イスラム法学および法解釈を厳格にするべきとする思想・学派）の完全なる実施を目指す思想や運動に対して用いられることが多い。
日本語の「イスラーム主義」は英語のIslamismに対応する。欧米の研究者の間では「政治的イスラーム」 （political Islam）という用語も使われ、日本では「イスラーム復興主義」という用語も使われている。日本では、後述するようにイスラーム研究の専門家を中心として使用される用語であり、一般にはマスメディアやアカデミズムにおいて、「イスラーム原理主義」という用語が広範に使用されている。

## 定義
イスラーム主義は、シャリーアに基づいて統治されるイスラム国家・イスラム社会の建設と運営を目ざす、ムスリムによる政治運動や政治的イデオロギーに対する分析概念である。イスラームの理念を社会において実現することを理想とし、行動目的としてムスリムの国家をシャリーアに基づいて運営されるイスラーム国家とすることを目指す。

## 概説
イスラーム国家としてあるべき体制から離脱したとされる政権に対する批判としてのイスラーム国家建設運動は歴史上いくつか例があるが、イスラーム主義という用語は、そのような運動の中でも特に近代におけるイスラーム復興の潮流から発生した政治的運動を指して用いられる。
1980年代より非イスラーム圏で、イスラーム主義に該当するような政治運動を指して「イスラム原理主義」という言葉が流通するようになり、日本でもマスメディアなどを通じて定着している。しかしながら、イスラーム研究者の間では、そもそもイスラームに対して原理主義という概念を適用することには問題があるという主張が展開され、また、「原理主義」という言葉がイスラーム主義の中でも特に先鋭的、戦闘的なグループを指す語として使われてきた事情があるために、かえってイスラーム主義の実態を見えにくくしている面があるという主張から、イスラーム原理主義という用語の安易な使用はイスラーム研究者の間では好まれない。しかし中村廣治郎のように、例外的にこれに対して批判的なイスラーム研究者もおり、親イスラーム的立場に立つか否かで使用する用語が異なるという事態になっている。2001年のアメリカ同時多発テロ事件以降は、イスラーム主義運動に対する関心の高まりを反映し、「イスラーム復興」全体を指す概念としての「イスラーム原理主義」のうちから特にイスラーム主義運動の中の先鋭的、戦闘的なグループを選別して指す語として、「イスラーム原理主義過激派」という言葉が選択されることも増えている。
また、英語ではいわゆる「イスラーム原理主義過激派」を指す概念として Militant Islam という語が使われることがあり、対応する日本語として「戦闘的イスラーム」という語も見られる。中央アジアやカフカスなどではイスラーム主義に対するレッテルとしてワッハーブ派が用いられることもあり、同様に英語圏ではしばしばワッハーブ派という括りが無批判に使用されるが、日本では稀である。
なお、イスラーム主義系の組織で、政治的に先鋭的であり、主張を実現させるための行動としてテロリズムに訴えるものは「イスラーム・テロリズム」と呼ばれ、宗教テロの一種とみなされることがある。

## 主なイスラーム主義運動組織
「イスラーム主義」の厳密な範囲は定義者によって異なるため、客観的にイスラーム主義運動組織を分類することは難しい。ここでは穏健派であるか過激なテロ組織であるかを問わず、イスラーム国家樹立を主張する様々な組織のうち代表的なものを挙げる。

### アルカーイダ系組織
- アルカーイダ
  - アルカイダ・クルド大隊（AQKB）[5]

### 東南アジア
- モロ・イスラーム解放戦線（フィリピン）
- アブ・サヤフ（フィリピン）
- ジェマア・イスラミヤ（インドネシア）
- ジェマア・サラフィヤ（タイ）
- アラカン・ロヒンギャ・イスラム戦線（ミャンマー・バングラデシュ国境地域）[5]

### 南西アジア
- ターリバーン（アフガニスタン）
- ヒズブ・イスラーミー（アフガニスタン）
- パキスタン・ターリバーン運動（パキスタン）
- ジャマーアテ・イスラーミー（パキスタン）
- ラシュカレ・トイバ（パキスタン）
- ジャイシュ＝エ＝ムハンマド（パキスタン）
- ヒズブル・ムジャーヒディーン（パキスタン、カシミール）
- アル・ウマル・ムジャヒディン（パキスタン、カシミール）[5]
- アル・バドル・ムジャヒディン（パキスタン、カシミール）[5]
- アンサール・ウル・イスラム（FATAカイバル地区・バレルヴィー派）[5]
- ラシュカレ・ジャングビ（パキスタン）
- イスラーム・ジハード運動（パキスタン）
- 勧善懲悪（The Promotion of Virtue and Prevention of Vice） - FATAカイバル地区[5]
- イスラム・タリバン運動（FATAクッラム地区）[5]
- インド学生イスラム運動（インド）
- インディアン・ムジャヒディーン（インド）

### 中央アジア
- 東トルキスタン・イスラーム運動（中国・新疆ウイグル自治区）
- ウズベキスタン・イスラム運動（ウズベキスタン）
- イスラミック・ジハード・ユニオン（ウズベキスタン・タジキスタン・アフガニスタン・欧州）[5]

### 西アジア
- アサイブ・アフル・ハック（イラク、シーア派）[5]
- アスバト・アル・アンサール（レバノン南部・イラク、スンナ派）[5]
- アブドラ・アッザム旅団（レバノン・アラビア半島、スンナ派）[5]
- アンサール・アル・イスラム（AI）（イラク）[5]
- アンサール・アル・シャリーア（AAS）（イエメン南部）[5]
- イラクの聖戦アル＝カーイダ組織（イラク）
- イラク・イスラム軍（イラク）[5]
- カタイブ・ヒズボラ（イラク）[5]
- アラビア半島のアル＝カーイダ（サウジアラビアおよびイエメン[5]）
- イスラミック・アマル運動（レバノン）[5]
- ハマース（パレスチナ）
- イスラーム・ジハード（パレスチナ）
- イスラム軍（パレスチナ）[5]
- ヒズブッラー（レバノン）
- イスラム統一運動（レバノン）[5]
- イスラム行動戦線（ヨルダン）
- イスラーム運動（イスラエル）
- トルコ・ヒズボラ（トルコ）[6]

### 北アフリカ
- イスラム救国戦線（アルジェリア）
- 武装イスラーム集団（アルジェリア）
- イスラーム・マグリブのアル＝カーイダ機構（アルジェリア）
- イスラム集団（エジプト）[5]
- ジハード団（エジプト）
- ムスリム同胞団（エジプト）
- エリトリア・イスラム聖戦運動（エリトリア・エチオピア・スーダン）[5]

### 東アフリカ
- ヒズブル・イスラム（ソマリア）
- アッ・シャバーブ（ソマリア）
- アル・イッティハード・アル・イスラミア（AIAI）[5]

### 西アフリカ
- アンサール・ディーン（マリ）[5]

### ヨーロッパ
- イスラム4UK（イングランド）[5]

### ロシア
- イスラム国際平和維持旅団（IIPB）（北コーカサス地方）[5]
- イスラム特務連隊（チェチェン共和国）[5]

## 関連図書
- 小川忠 『原理主義とは何か』 講談社、2003年、ISBN 978-4061496699。
- 小原克博、中田考、手島勲矢 『原理主義から世界の動きが見える』 PHP研究所、2006年、ISBN 978-4569655772。
- 井上順孝、大塚和夫 『ファンダメンタリズムとは何か』 新曜社、1994年、ISBN 978-4788504943。
- 松本健一 『原理主義』 風人社、1992年、ISBN 978-4938643065。
- 西谷修、鵜飼哲、港千尋 『原理主義とは何か』 河出書房新社、1996年。
- 山内昌之 『イスラム原理主義』 岩波書店、1996年。
- 大塚和夫 『イスラーム主義とは何か』 岩波書店、2004年。
- 内藤正典 『イスラムの怒り』 集英社、2009年。
- サイイド・クトゥブ 『イスラーム原理主義の「道しるべ」』 岡島稔、座喜純・訳/解説、第三書館、2008年、ISBN 978-4-8074-0815-3。
- The Politics of Anti-Westernism in Asia: Visions of World Order in Pan-Islamic and Pan-Asian Thought(アジアにおける反西洋主義の政治学─汎イスラム、汎アジア思想における世界秩序観) Cemil Aydin(ジェミル・アイドゥン), Columbia University Press, 2007